# Foixá
Foixá (en catalán y oficialmente Foixà) es un municipio español, situado en la comarca del Bajo Ampurdán en la provincia de Gerona, Cataluña, situado al noroeste de aquella en el límite con la del Gironés. Está formado por las entidades de Cuells, Foixá, els Masos, La Sala y Sant Llorenç de les Arenes.

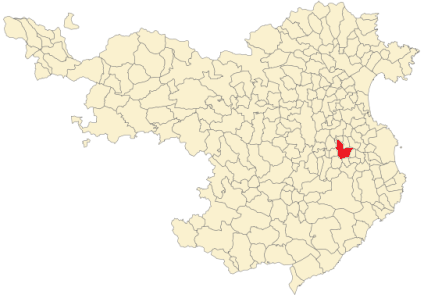
Situación de Foixá en la provincia de Gerona.

## Demografía
Foixá cuenta con una población de 292 habitantes (INE 2024).
| Gráfica de evolución demográfica de Foixá entre 1842 y 2021 |
| |
| Población de derecho según los censos de población del INE Población de hecho según los censos de población del INEEntre el censo de 1877 y el anterior, crece el término del municipio porque incorpora a Ultramort Entre el censo de 1930 y el anterior, disminuye el término del municipio porque independiza a Ultramort |

| 1497 | 1515 | 1553 | 1717 | 1787 | 1857 | 1877 | 1887 | 1900 |
| ---- | ---- | ---- | ---- | ---- | ---- | ---- | ---- | ---- |
| 45   | 11   | 58   | 237  | 393  | 823  | 879  | 962  | 976  |

| 1910 | 1920 | 1930 | 1940 | 1950 | 1960 | 1970 | 1981 | 1990 |
| ---- | ---- | ---- | ---- | ---- | ---- | ---- | ---- | ---- |
| 931  | 949  | 587  | 563  | 539  | 511  | 442  | 336  | 318  |

| 1992 | 1994 | 1996 | 1998 | 2000 | 2002 | 2004 | 2006 | — |
| ---- | ---- | ---- | ---- | ---- | ---- | ---- | ---- | - |
| 302  | 305  | 317  | 315  | 322  | 319  | 321  | 325  | — |

## Historia
Aparece documentado por primera vez en 1019.

## Lugares de interés
- Castillo de Foixá
- Iglesia de San Juan de Foixá, de estilo gótico tardío (siglo XVI)
- Iglesia de Santa María, en la Sala
- Iglesia de Sant Llorenç de les Arenes, de origen románico.
- Iglesia de Sant Romà de les Arenes, de origen prerrománico.
- Restos de la iglesia de Sant Sebastià de les Arenes, de origen prerrománico.